# Dalslands Sparbank
Dalslands Sparbank uppstod genom att Nordals Härads Sparbank förvärvade Swedbanks kontor i Bengtsfors, Dals-Ed och Färgelanda i april 2009. Därefter ändrades namnet till Dalslands Sparbank. Dalslands Sparbank bildades år 1870. Banken har huvudkontor i Mellerud och avdelningskontor på ovanstående orter samt Åmål. Banken är en traditionell sparbank och styrs genom huvudmän som utser styrelse.